# Hydrophorus kolensis
Hydrophorus kolensis är en tvåvingeart som beskrevs av Octave Parent 1934. Hydrophorus kolensis ingår i släktet Hydrophorus och familjen styltflugor. Inga underarter finns listade i Catalogue of Life.